# نبرد بدا فوم
نبرد بدا فرم (Via Balbia) پیشروی سریع بریتانیا در طول عملیات قطب‌نما (۹ دسامبر ۱۹۴۰–۹ فوریه ۱۹۴۱) ارتش دهم ایتالیا را مجبور به تخلیه برقه، استان شرقی لیبی کرد.